# Иванов, Платон Иванович
Платон Иванович Иванов (1891, Чувашская Чебоксарка, Казанская губерния — 22 ноября 1968, Ташкент) — советский психолог. Профессор (1938). Заслуженный деятель науки и техники Узбекской ССР (1968).

## Биография
Родился в 1891 году в деревне Чувашская Чебоксарка Чистопольского уезда. Чуваш по национальности. Жил в приёмной семье в селе Савруши, где окончил школу.
Учился в Казанской духовной академии. Прослушал курс академических наук на историческом отделении. Решением советом академии от 29 мая (11 июня) 1918 года ему была присвоена ученая степень «кандидата богословия 1-го разряда» со званием «магистранта». С 1918 по 1920 год работал в чувашских секциях инструктором по народному образованию при Чистопольском уездном и Казанском губернском отделе народного образования и параллельно являлся учителем истории, психологии и логики в средней школе № 7.
С 1920 по 1925 год — преподаватель педагогики и психологии, а также заведующий учебной частью Казанского чувашского педагогического техникума. В 1920 году получил профессорскую стипендию Томского государственного университета и Казанского педагогического института (впоследствии — Восточный педагогический институт).
В 1925 был направлен на работу в Ташкент, где совмещал должность преподавателя и заместителя директора по учебной части Казахского педагогического института до 1927 года. Впоследствии работает доцентом Узбекской педагогической академии в Самарканде. В этот период Платон Иванов становится автором таких работ по педагогике как «Краткий очерк общей педагогики», «Системы и методы школьной работы», «Школоведение», «Что такое советская трудовая школа», «Достижения советской педагогики за 10 лет», «Общие методы обучения» и другие), а также участвует в организации психологической лаборатории.
С сентября 1931 года является сотрудником Ташкентский вечернего педагогического института, где возглавляет кафедру педагогики и занимается преподаванием психологии. В 1933 году становиться заведующем кафедрой педагогики Ташкентского индустриально-педагогического института.
Позднее Платон Иванов приглашается в Ташкентский государственный педагогический институт имени Низами, где работает до конца жизни. В 1938 году стал профессором. Заведовал кафедрой педагогики и психологии, а с 1939 года кафедрой психологии. В апреле 1941 года его кандидатура была утверждена в качестве заведующего кафедрой психологии, которая к тому времени была единственной психологической кафедрой в Узбекской ССР.
В 1946 году Узбекским государственным издательством была издана главная его работа — книга «Психология». Книга трижды переиздавалась и являлась учебным пособием для учащихся педагогических вузов. В общей сложности Платон Иванов стал автор более 70 работ по психологии.
Скончался 22 ноября 1968 года в Ташкенте. Похоронен на кладбище по улице Боткина в Ташкенте. В апреле 1991 года в стенах Ташкентского пединститута состоялась республиканская научно-практическая конференция, посвящённая 100-летию Платона Иванова.

## Награды и звания
- Заслуженный деятель науки и техники Узбекской ССР (1968)[3]
- Орден Трудового Красного Знамени[4]